# Hysteropterum oranense
Hysteropterum oranense är en insektsart som beskrevs av Matsumura 1910. Hysteropterum oranense ingår i släktet Hysteropterum och familjen sköldstritar. Inga underarter finns listade i Catalogue of Life.